# ベーパーロック現象
ベーパーロック現象（ベーパーロックげんしょう、英語: vapor lock）とは、液体が加熱され生じた泡により液体の流動や圧力の伝達が阻害される現象のこと。ベーパーは「蒸気」、ロックは「ロックする、固定する」の意。ヴェイパーロック現象とも。典型例としては、自動車のフットブレーキの液圧系統内部にブレーキフルードの過熱による沸騰で気泡（蒸気）が生じる現象がある。この状態でブレーキペダルを踏んでも気泡が圧力を吸収してしまい、ブレーキの利き（制動力）は著しく悪化する。

## 自動車
自動車などのブレーキに採用されている液圧式の摩擦ブレーキではある程度避けられない現象で、強く頻繁なブレーキ操作、または長い制動での際に発生する。これは、ブレーキに使われている摩擦材が持った熱の冷却が間に合わずにブレーキキャリパ（またはホイールシリンダー）が過熱し、制動力を伝達するブレーキフルード中の水分が沸騰してしまい、ブレーキ配管内に気泡（蒸気＝vapour/vapor）が発生することによって起こる。
液体は力が加わっても圧縮されないため効率良く圧力を伝えることができるが、気体は凝縮するまで体積を減らし続けるため、ブレーキペダルを踏んでも気泡が小さくなることでその動き（力）が吸収されてしまい、ブレーキ液の圧力はほとんど変化しない。そのため、ブレーキペダルからの力がキャリパピストン（ホイールシリンダーピストン）まで伝わらなくなり、結果としてブレーキが効かなくなる。この状態を、ベーパーロック現象と呼ぶ。症状としては、それまで踏み応えのあったブレーキペダルの反力が無くなり、数回ポンピングしても制動力が立ち上がらない状況となる。
油圧式のパワーステアリングはポンプでフルードを絶えず循環させており、リザーブタンクに戻る際に圧力が開放されて大きな気泡が消えることが多く、また、上昇温度はブレーキフルードよりも小さいため、それほど深刻な状況とはならないが、フルードの過熱が激しい場合は油圧回路内に混入する気泡が増え、アシスト力が伝わらなくなる。
ベーパーロックは、主に、高速域での強いブレーキングや、長い下り坂でのフットブレーキの使用過多により発生する。フットブレーキを解除することで、多くの場合は走行風により冷却され、やがて回復する。長い下り坂などでは、あらかじめ速度を落とすことや、低めのギアを選び、エンジンブレーキ・回生ブレーキや、大型車ではその他の補助ブレーキ（排気ブレーキ、リターダ、圧縮開放ブレーキ）による抑速を効果的に利用することで、フットブレーキへの依存度が低くなり、ベーパーロックを予防できる。

### 予防

#### エンジンブレーキの使用
主に、長い下り坂でのフットブレーキの使用過多により発生することから、エンジンブレーキによる速度抑制を効果的に使用することで予防できる。マニュアル(MT)車では、アクセルを緩めることで自然にエンジンブレーキによる減速が発生するが、電子制御ではないオートマチックトランスミッション（AT）車では、アクセルを緩めても速度や道路の状態によっては自動的に高いギアへの変速が起こるためエンジンブレーキが利きにくく、フットブレーキに頼るとブレーキ過熱に陥りやすい。しかしながら、OD OFFやホールドスイッチによりオーバードライブへの変速を阻止したり、セレクターを「ドライブ」（D）から、より低い「セカンド」（2）や「ロー」（L）などのポジションへ合わせたりすることで、エンジンブレーキを利かせることは可能である。

#### ブレーキ液の交換
グリコール系のブレーキフルードは吸湿性があり、水分を含むにつれて沸点が下がる。JIS 3種、DOT 3、BF-3クラスのフルードは、良い状態で沸点が200 ℃以上であるが、水分を含むにつれ、限りなく140 ℃に近づいていく。水分の増加に伴い、より低い温度でベーパーロックが発生するようになり、その後も気泡が消えにくくなるため、ブレーキ力が回復しない。それを避けるため、走行距離が少なくても定期的にブレーキフルードを交換する必要がある。また、DOT3に比べ、DOT4、さらにDOT5など、より沸点の高いブレーキフルードほど水分による影響を受けやすく、性能の低下も大きくなるため、交換周期に気を配る必要がある。

### 対処
長い下り坂でベーパーロックが起こったときの、現実的な対応方法は、
1. エンジンのオーバーレブ（過回転）に注意し、変速機のギアを段階的に下げ（シフトダウンし）、エンジンブレーキにより徐々に速度を抑える。MTの場合は長めの半クラッチで、エンジンや駆動系への過大な入力と駆動輪の無用な滑走を防ぐ。ATの場合は、内部機構を保護する目的で設定速度以上での低いギアへの手動変速を受け付けないため、以下の方法で速度を落とした後にシフトダウンする。
2. パーキングブレーキを併用する。一気に操作するとタイヤがロックしてスリップの原因になるので、少しずつかける。電動パーキングブレーキの場合はスイッチをONの状態で保つしか方法は無く、任意の調節はできない。パーキングブレーキにはブレーキフルードが使われていないが、摩擦材が限界以上の温度にさらされるとフェード現象によって制動力が発揮できなくなる。
3. この間、フットブレーキへの依存を止め、しばらく冷却し、回復を待つ。

などがあり、最終手段としては、道路沿いに設置されている緊急退避所へ突入させる、脱輪させる、（比較的安全なスペースがあれば）路外へ脱出する、などで強制的に自動車を停止させる。自動車ではガードレールなどにすり寄せて速度を落とす方法もある。
二輪車では重量が軽く、乗員の体が露出しており、またシートベルトなどで固定もされていないため、ガードレールへの接触はもちろん、路外や待避所への突入でも凹凸に当たった車体が撥ね飛ばされ、乗員が放り出される危険が伴う。反面、四輪車と異なりブレーキ配管が前後輪で完全に分離されていることが多いので、（エンジンブレーキなどを併用しつつ）使用可能な側のブレーキを生かして停止させることもできる。
吸湿性の無いシリコーン系のブレーキフルードがあるが、これにはベーパーロックを防ぐ効果も目的もない。シリコーン系を使うように指定されていない限り、使うべきではない。